# Yuji Ashimoto
Yuji Ashimoto est un sauteur à ski japonais.

## Palmarès

### Coupe du monde de saut à ski
- Meilleur classement final: 32e en 1993.
- Meilleur résultat: 3e.